# Gladys George
Gladys George (13 de septiembre de 1904 - 8 de diciembre de 1954) fue una actriz estadounidense.  

## Biografía
Su verdadero nombre era Gladys Anna Clare, y nació en Patten, Maine. George trabajó en el teatro en la década de 1920 y así mismo actuó en varios filmes.  
Ganó fama gracias al enorme éxito en Broadway de la obra Personal Appearance, la comedia escrita por Lawrence Riley en la cual la actriz interpretaba el papel principal. Este papel fue interpretado por Mae West en el film Go West, Young Man, adaptación de la obra teatral.
Además, en 1936 fue nominada al Oscar a la mejor actriz por su interpretación en Valiant Is the Word for Carrie.  
Entre otros filmes actuó en Madame X (1937), Los violentos años veinte (1939), The Way of All Flesh (1940), The Best Years of Our Lives (1946) y He Ran All the Way (Yo amé a un asesino) (1951). Su interpretación más recordada es, posiblemente, la de la esposa de Miles Archer en El halcón maltés.
Estuvo casada en cuatro ocasiones. Sus cuatro esposos fueron: el actor Ben Erway (1922 – divorciados en 1930);  Edward Fowler (1933 – divorciados en 1935); el actor Leonard Penn (1935 – divorciados en 1944); Kenneth Bradley (1946- divorciados en 1950).
George falleció a causa de una hemorragia cerebral en 1954 en Los Ángeles, California. Está enterrada en el Cementerio Pierce Brothers Valhalla Memorial Park de Hollywood, California.

## Premios y distinciones
Premios Óscar
| Año  | Categoría    | Película                       | Resultado |
| ---- | ------------ | ------------------------------ | --------- |
| 1937 | Mejor actriz | Valiant Is the Word for Carrie | Nominada  |